# Дихлоробис(трифенилфосфин)палладий
Дихлоробис(трифенилфосфин)палладий — неорганическое соединение,
комплексное соединение палладия и трифенилфосфина
с формулой Pd[P(C6H5)3]2Cl2,
жёлтые кристаллы.

## Получение
- Реакция тетрахлоропалладата(II) натрия и трифенилфосфина в этаноле:

{\displaystyle {\mathsf {Na_{2}[PdCl_{4}]+2P(C_{6}H_{5})_{3}\ {\xrightarrow {}}\ Pd[P(C_{6}H_{5})_{3}]_{2}Cl_{2}\downarrow +2NaCl}}}

## Физические свойства
Дихлоробис(трифенилфосфин)палладий образует жёлтые кристаллы.
Не растворяется в диэтиловом эфире, петролейном эфире и пентане,
растворяется в хлороформе, дихлорметане и бензоле.

## Применение
- Катализатор в органическом синтезе.